# Камениця (Благоєвградська область)
Ка́мениця (болг. Каменица) — село в Благоєвградській області Болгарії. Входить до складу громади Струмяни.

## Населення
За даними перепису населення 2011 року у селі проживали 105 осіб, усі — болгари.
Розподіл населення за віком у 2011 році:
Динаміка населення: